# (3571) Milanštefánik
(3571) Milanštefánik est un astéroïde de la ceinture principale et plus spécifiquement du groupe de Hilda.

## Description
(3571) Milanštefánik est un astéroïde du groupe de Hilda. Il présente une orbite caractérisée par un demi-grand axe de 3,94 UA, une excentricité de 0,11 et une inclinaison de 7,9° par rapport à l'écliptique.

## Compléments